# 有田一壽
有田 一壽（ありた かずひさ、1916年1月1日 - 1999年4月1日）は、日本の実業家、政治家、教育家。一寿とも。旧姓は正木。

## 人物
日本統治時代の朝鮮平安北道新義州に生まれる。5歳で母親と、11歳で父親と死別し、福岡県築上町の叔父に引き取られる。小倉師範学校、福岡高等学校 (旧制)を経て、1941年東京帝国大学文学部教育学科を卒業。直ちに兵役に就く。
戦後は青葉ヶ丘女子高校（現・高稜高等学校）校長、福岡県教育委員（1948年当選）を務めた後、妻の兄である石橋健蔵が経営する若松築港（現・若築建設）に1952年に入社し、専務を経て、1958年社長に就任。後に会長（1976年）、名誉会長、相談役を歴任する。この他にもユニオン映画・日本クラウンの創設に参加し、社長・会長を務めた。
政治家としては、1974年の第10回参議院議員通常選挙に自由民主党公認で福岡県選挙区より立候補して当選、文教委員会に所属した。
尚、自民党では七日会（田中派）に所属していたが、1976年に河野洋平らと共に新自由クラブの結成に参加した（後に離党）。院内会派「参議院クラブ」の結成にも加わっているが、これは後年の同名会派とは別の会派である。
教育行政にも関与し、中央教育審議会委員、臨時教育審議会第三部会長を務めた。臨教審では教育の自由化に反対する立場を取った。
教育家としては、西日本工業大学と久留米工業大学で理事長職に就き、西日本工業大学では学長を兼務した時期もあった。
1981年春の褒章で藍綬褒章を受章、1986年4月の春の叙勲で勲二等に叙され、瑞宝章を受章する。
1999年4月1日、死去した。83歳没。死没日付をもって正八位から従四位に叙された。

## 著書
- いのちの素顔（教育新聞社）